# Schronisko na Przełęczy Tatarskiej
Schronisko im. gen. Tadeusza Kasprzyckiego – nieistniejące już polskie schronisko turystyczne wybudowane przez Oddział Stanisławowski Polskiego Towarzystwa Tatrzańskiego (PTT). Położone było na Przełęczy Tatarskiej (Jabłonickiej) rozdzielającej Gorgany od Czarnohory, przez którą przebiegała wówczas granica państwowa polsko-czechosłowacka. Sam obiekt zlokalizowano tuż obok drogi z Tatarowa i Jabłonicy do zakarpackich Lazeštiny i Jasiny, kilkadziesiąt metrów od szlabanów granicznych i placówki Straży Granicznej.

## Historia
Schronisko Oddziału Stanisławowskiego PTT na Przełęczy Tatarskiej otwarto na początku grudnia 1932 roku, choć do tego czasu nie wykonano jeszcze wszystkich prac wykończeniowych. Oficjalne otwarcie i poświęcenie w obecności licznie przybyłych gości nastąpiło dopiero czternaście miesięcy później, 2 lutego 1934 r. Wówczas też obiekt otrzymał imię gen. Tadeusza Kasprzyckiego – współzałożyciela i prezesa Towarzystwa Przyjaciół Huculszczyzny. Był to piętrowy budynek z balkonami i werandą. W środku znajdowały się liczne pokoje – tak jednoosobowe, jak i sale zbiorowe. W schronisku przenocować mogło 51 osób: 36 na łóżkach i 15 na siennikach. W obiekcie zlokalizowano ponadto dużą salę jadalną z zapleczem kuchennym, oddzielną kuchnię turystyczną do indywidualnego użytku, pokoje dla administracji i garaż. Część obiektu wraz z działką nieodpłatnie udostępniono harcerzom z ZHP. Pierwotny koszt budowy wyniósł 15 tys. zł.
W kolejnych latach rozpoczęto pierwsze modernizacje. Jeszcze w 1934 roku oszklono werandę oraz rozpoczęto dokończoną rok później budowę studni. W 1936 roku schronisko uzyskało bezpośrednie połączenie telefoniczne z urzędem pocztowym w Tatarowie. Nie później niż w 1937 roku w obiekcie uruchomiono pośrednictwo pocztowe, zaś liczbę miejsc na łóżkach zwiększono do 50.
Pierwszym dzierżawcą schroniska w latach 1932–1934 był Tadeusz Knobloch, którego na stanowisku gospodarza zastąpiła Maria Mieszkowska. W 1936 roku posadę objął Tadeusz Łazarski.
Schronisko uległo zniszczeniu w czasie II wojny światowej

## Szlaki turystyczne (1935)
- na Chomiak (1544 m n.p.m.) przez Błotek,
- na Płoskę (1355 m n.p.m.) przez Douhę (1368 m n.p.m.)
- do Worochty przez Jabłonicę i Seredny (1004 m n.p.m.),
- do Worochty przez Poharek (958 m n.p.m.) i Perechrest[7].

## Galeria

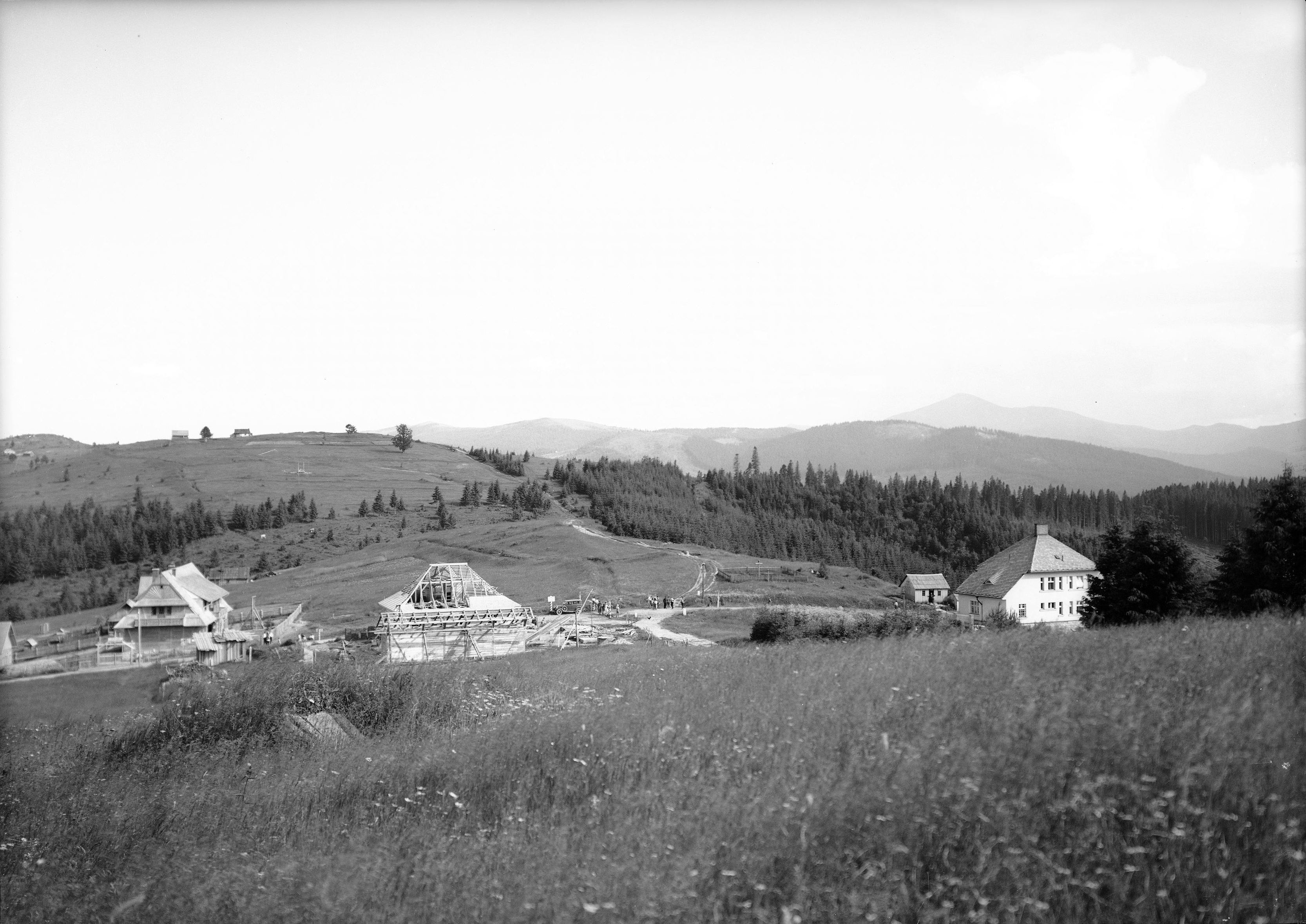
Przełęcz Tatarska z biegnącą przez środek zdjęcia granicą państwową. Schronisko widoczne po lewej stronie (1933)
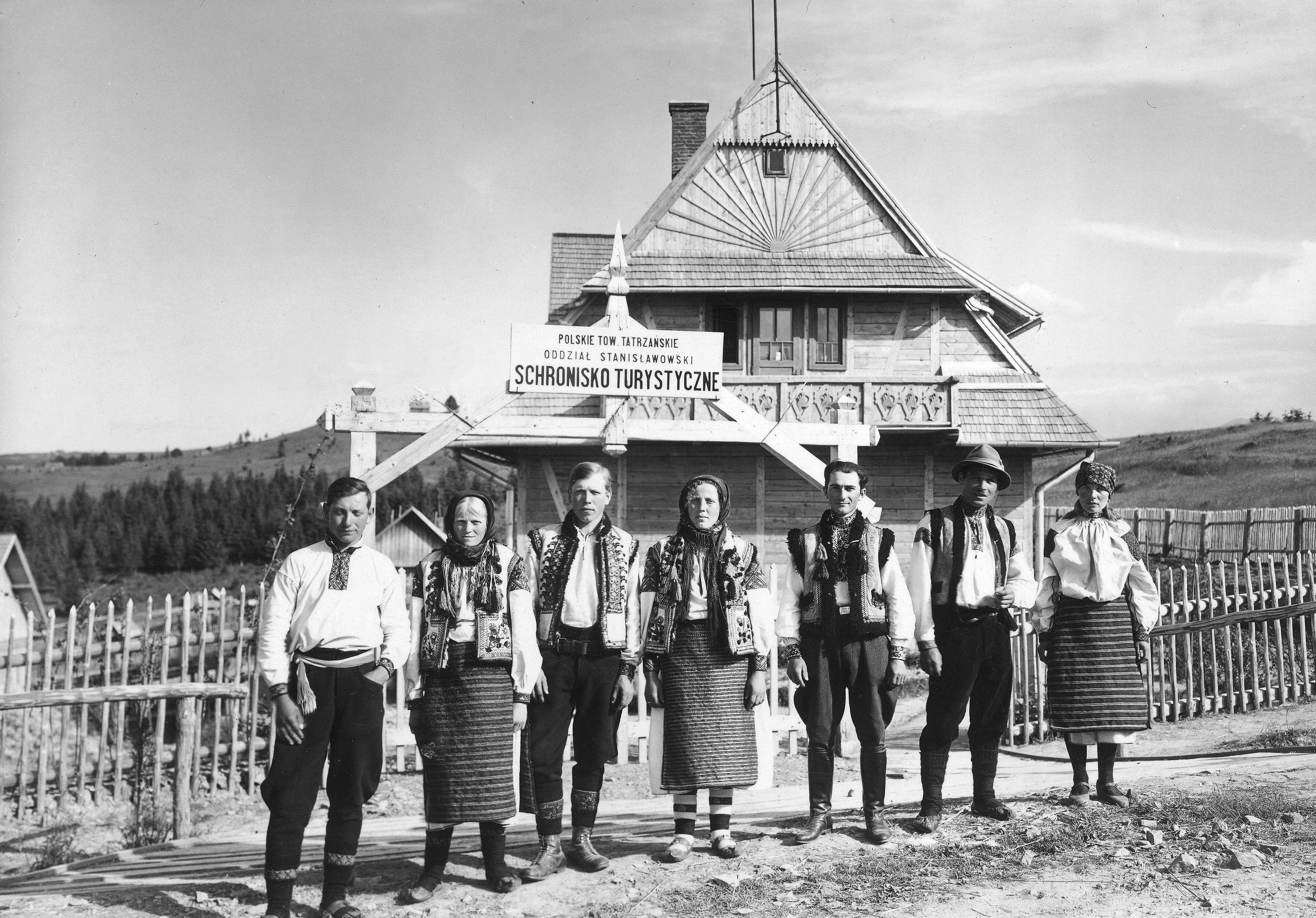
Grupa młodzieży w strojach huculskich przed schroniskiem (1933/1934)
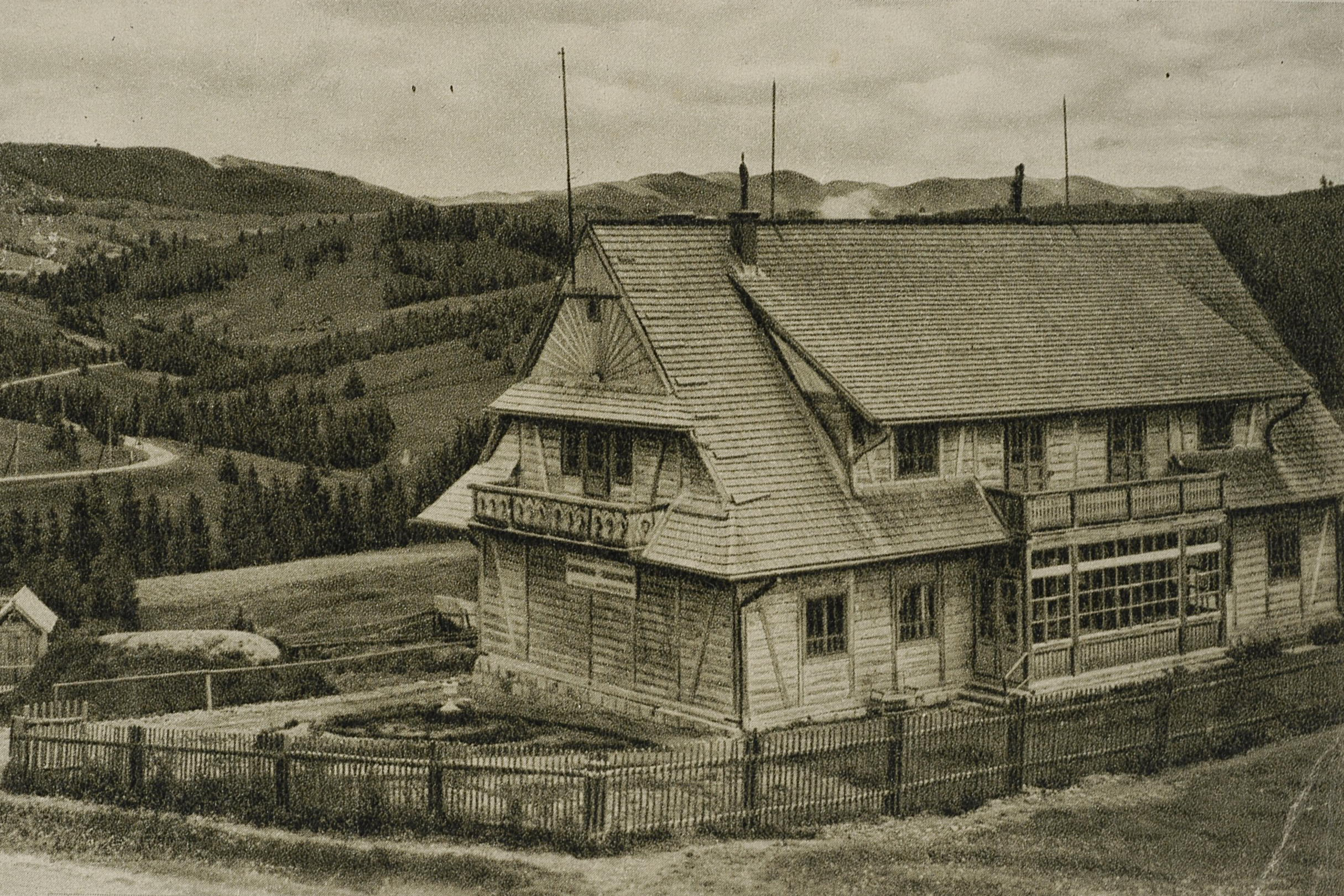
Schronisko ok. 1936 roku. Widoczna oszklona weranda